# Diathraustodes amoenialis
Diathraustodes amoenialis is een vlinder uit de familie van de grasmotten (Crambidae). De wetenschappelijke naam van deze soort is voor het eerst voorgesteld als Amaurophanes amoenialis door Hugo Theodor Christoph in een publicatie uit 1881.
De soort komt voor in het oosten van Rusland (Oblast Amoer) en in Japan.